# Памятник ижевским оружейникам
Па́мятник иже́вским оруже́йникам установлен в Ижевске на берегу пруда, на углу улиц Советской и Свердлова в Первомайском районе города.

## История
С идеей установить памятник производителям российского оружия выступил генеральный директор ОАО «Ижевский машиностроительный завод» В. П. Гродецкий, посетовавший, что в России есть много памятников советскому и российскому оружию, а вот памятника его производителям — нет. Был объявлен конкурс эскизов, на котором победил макет скульптора Павла Медведева. При создании эскиза скульптор воспользовался фотографиями реальных мастеров ижевских заводов. Фигуры двоих оружейников, один из которых изображён сидящим, второй — стоящим в полный рост, одеты в традиционные кафтаны и цилиндр. Это связано с тем, что лучшим ижевским мастеровым жаловались царский кафтан, пошитый по специальному заказу, цилиндр, трость и перчатки. Скульптурная композиция высотой 3 метра изготовлена из бронзы, её общий вес составляет 4 тонны. Металл памятника был обработан для получения эффекта состаренности.
Бронзовые фигуры оружейников были установлены на гранитном постаменте. У подножия скульптур находятся плиты, на которые поместили имена людей, которые внесли значительный вклад в оружейное дело в Ижевске — М. Т. Калашникова, Г. Н. Никонова, В. А. Ярыгина, Е. Ф. Драгунова, а также имена директоров «Ижмаша» — Белобородова, Ионова, Палагина и названия производителей стрелкового оружия — Ижевского машиностроительного и Ижевского механического заводов.

Памятник в 2019 году

Территория, на которой была установлена скульптурная композиция, была облагорожена, замощена брусчаткой. Рядом поставили чугунное ограждение, а на спуске к «Ижмашу» — красивую лестницу. Вокруг памятника расположили скамейки. Эта площадь получила название Площадь оружейников.
Торжественное открытие памятника состоялось 4 августа 2007 года и было приурочено к 200-летию ижевского оружия и к 60-летию автомата Калашникова. На церемонии присутствовал президент Удмуртской Республики Александр Волков, генеральный директор «Ижмаша» В. П. Гродецкий, М. Т. Калашников и мэр Ижевска В. В. Балакин.